# Castel Béranger
Castel Béranger è una costruzione in stile Art Nouveau di Parigi, opera di Hector Guimard, è situato in Rue La Fontaine 14 nel XVI arrondissement.

## Storia e descrizione
L'edificio fu costruito tra il 1895 e il 1898 e quello stesso anno vinse il concorso di "facciata più bella" di un nuovo edificio cittadino, dando una straordinaria notorietà all'architetto fino ad allora sconosciuto.
La costruzione cominciò con forme di tipo medievaleggianti ispirate a Emmanuel Viollet-le-Duc. A seguito di un viaggio a Bruxell  Guimard ebbe modo di incontrare Victor Horta che lo guidò in una visita dell''Hotel Tassel.  La vera e propria conversione di Guimard all'Art Nouveau si riversò nel cantiere del Castel Bèranger e in particolare nella facciata dove  le linee organiche si fondono con volumi più convenzionali.
Castel Béranger si può considerare un vero manifesto dell'architettura Art Nouveau, con ogni dettaglio curato dallo stesso architetto, sia all'esterno che all'interno, e numerosi elementi di pura fantasia che si rifanno alla natura più fantastica. Guimard disegnò i rivestimenti in gres focato e mattoni, i vetri soffiati, le ringhiere e le porte in ferro battuto, i mobili, le carte da parati, le maniglie delle porte (per le quali usò il calco della propria mano).
Spiccano l'ingresso con due colonne che sembrano arricciate e il cancello asimmetrico con le tipiche linee "a colpo di frusta". Curiosi sono gli elementi di corredo metallico esterni, come i balconi con mascheroni, i doccioni a forma di draghetto o i fantasiosi cancelli. Il cancello laterale ha due piedritti con un coronamento che ricorda due balene.
Guimard stesso vi visse dal 1897 e tra i primi inquilini vi fu anche il pittore Paul Signac, che ne parlò entusiasticamente.